# Марі Бракмон
Марі Бракмон (фр. Marie Bracquemond; 1 грудня, 1840, Аржантан — 17 січня, 1916, Севр) — французька художниця-імпресіоністка.

## Життєпис. Ранні роки
Походить з родини моряка в Бретані. Батько був капітаном. Невдовзі після народження доньки, капітан Куворон помер. Мати невдовзі вийшла заміж вдруге за М. Паску́ і народила нову доньку Луїзу. Родина Паску часто переїжджала і мешкала то в Бретані, то в французькій частині Швейцарії. Нарешті родина оселилась в містечку Етамп неподалік від Парижу.

## Опановування живопису
Художнє навчання Марі Куворон почала опановувати під керівництвом місцевого художника-реставратора. Потім працювала сама. 1857 року вона ризикнула і показала власну картину «Мати з Луїзою та вчителем» журі паризького Салона. Там здивувались майстерності дівчини і прийняли твір на виставку. Це було її перше визнання як художниці. На майстриню звернув увагу і художник Альфред Стевенс, що походив з Бельгії. Він навчався в студії Енгра і роками працював в Парижі. Стевенс і познайомив Марі Куворон з немолодим вже тоді Енгром, представником пізнього французького класицизму, що перероджувався в холодний, анемічний академізм. Енгр привітав дівчину і вона почала брати уроки в його студії. Навчання в престижній майстерні портретиста сприяло отриманню художницею перших замов, одна з яких була від імператриці Євгенії. Отримала художниця і першу державну замову: копії картин Лувра. В дні копіювання картин в музеї Лувр вона і познайомилась з художником-графіком Феліксом Бракмоном (1833—1914). Фелікс вже зробив кар'єру офортиста і гравера, тому після 1869 року остаточно покинув олійний живопис. Консервативний в звичках Бракмон тим не менше підтримував знайомство з декількома імпресіоністами, хоча не ставився ні до них, ні до їх, скандальної на той час, творчості прихильно. Він працював художником на мануфактурі Ліможа, де робив ескізи до розпису місцевої порцеляни. 1871 року його призначають головним художнім керівником Севрської порцелянової мануфактури.

## Шлюб і нове прізвище
Дівчина сподобалась Бракмону і 5 серпня 1869 року він узяв з нею шлюб. Мати була проти художника-зятя, але Марі стала дружиною Бракмона. Через рік Марі народила сина П'єра, але недужала. Невдовзі (1871 року) вони перебралися на життя в Севр, куди отримав нове призначеня її чоловік. Марі допомагала чоловіку в створені ескізів, а він навчив її техніці створення офортів. Так в творчому доробку майстрині з'явились офорти, котрі ще за життя художниці братимуть на виставки. Марі, на відміну від чоловіка, не покидала олійний живопис і почала створювати пейзажі і натюрморти.

## Підтримка Дега і Гогена
В 1874–1875 роках Марі давала власні картини в Паризький Салон, що було офіційним визнанням її як художниці. На її твори звернув увагу Едґар Деґа. Він сам напросився в її знайомі і в свою чергу представив молодій пані художників Клода Моне та Ренуара. Марі дотримувалась стилістики пізнього класицизму, яку засвоїла в майстерні Енгра. Тепер доля познайомила її з яскравими творами скандальних і невизнаних художників. Перелом в художній свідомості майстрині проходив поступово — зі змінами поглядів на працю на пленері, на вживання яскравіших фарб, на засвоєння більш ескізної техніки. Феліксу не подобались ні скандальні імпресіоністи, ні їх впливи на Марі. Тим не менше він надав притулок Полю Гогену, що покинув посаду й дружину — заради долі вільного художника і богемного побуту. Поль Гоген давав Марі поради, як ґрунтувати полотна, аби фарби були яскравішими. Він вже виборов собі якесь ім'я як голова Понт — Авенської школи. А невдовзі відбув на Таїті, де розпочався новий період його життя.
Марі Бракмон брала участь у трьох виставках імпресіоністів у Парижі — четвертій (1879 року), п'ятій (1880 року) та восьмій (1886 року). А ще в 1976 вона показала власні твори на Виставці декоративного мистецтва, 1879 року — в Салоні,  1881 року в Лондоні.

## Вплив чоловіка
Чим більшим було визнання Марі Бракмон як художниці, тим напруженішими ставали її стосунки з чоловіком. Він ревнував і не терпів визнання дружини, забороняв давати її твори на виставки. Про це свідчать і знайомі, і син художниці, що, навпаки, підтримував матір. Постійний примус з боку чоловіка спонукав Марі облишити олійний живопис. Вона непомітно мешкала в Севрі, іноді бралась за пензлі, виконуючи дрібні приватні замовлення чи влаштовуючи музичні вечори. З 1890 року Марі практично припинила участь у виставках, хоча її картини тепліші за почуттями, ніж картини Берти Морізо чи Ренуара. Серед останніх картин художниці — «Сестра Луїза та П'єр в садку». Відтепер вона зосередилась на ескізах для Севрської мануфактури.
Марі Бракмон пережила чоловіка на два роки і померла в Севрі. Там же відбулося і її поховання.

## Вибрані твори
- «Автопортрет», 1870
- «Меланхолія»
- «Фелікс Бракмон в студії»
- «Син П'єр»
- «Пані з червоною парасолькою», 1880
- «Три паньонки з парасольками»
- фаянсове панно «Муза»
- «Пані в саду»
- «Зимовий пейзаж»
- «Післяобідній чай», 1880
- «Севр. На терасі», 1880
- «Пані в білій сукні»
- «За столом біля лампи», 1887
- Ескізи розпису севрської порцеляни

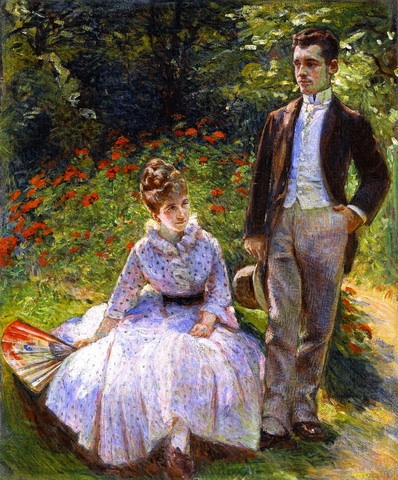
«Сестра Луїза та П'єр в садку»
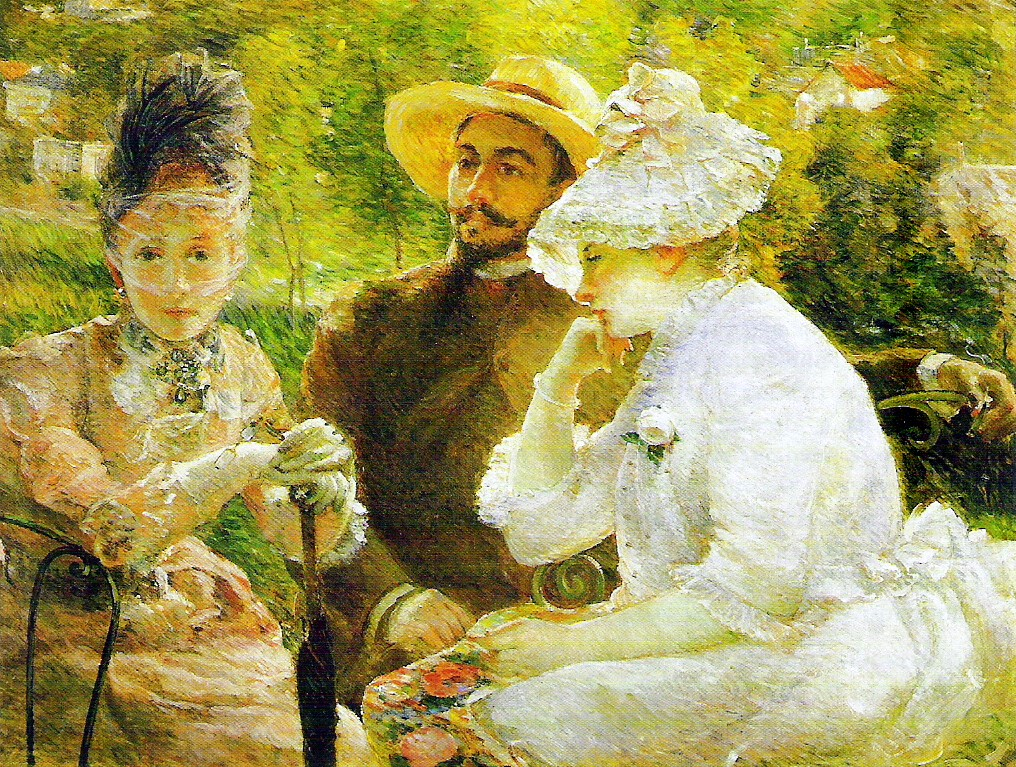
«Севр. На терасі », 1880, Женева.
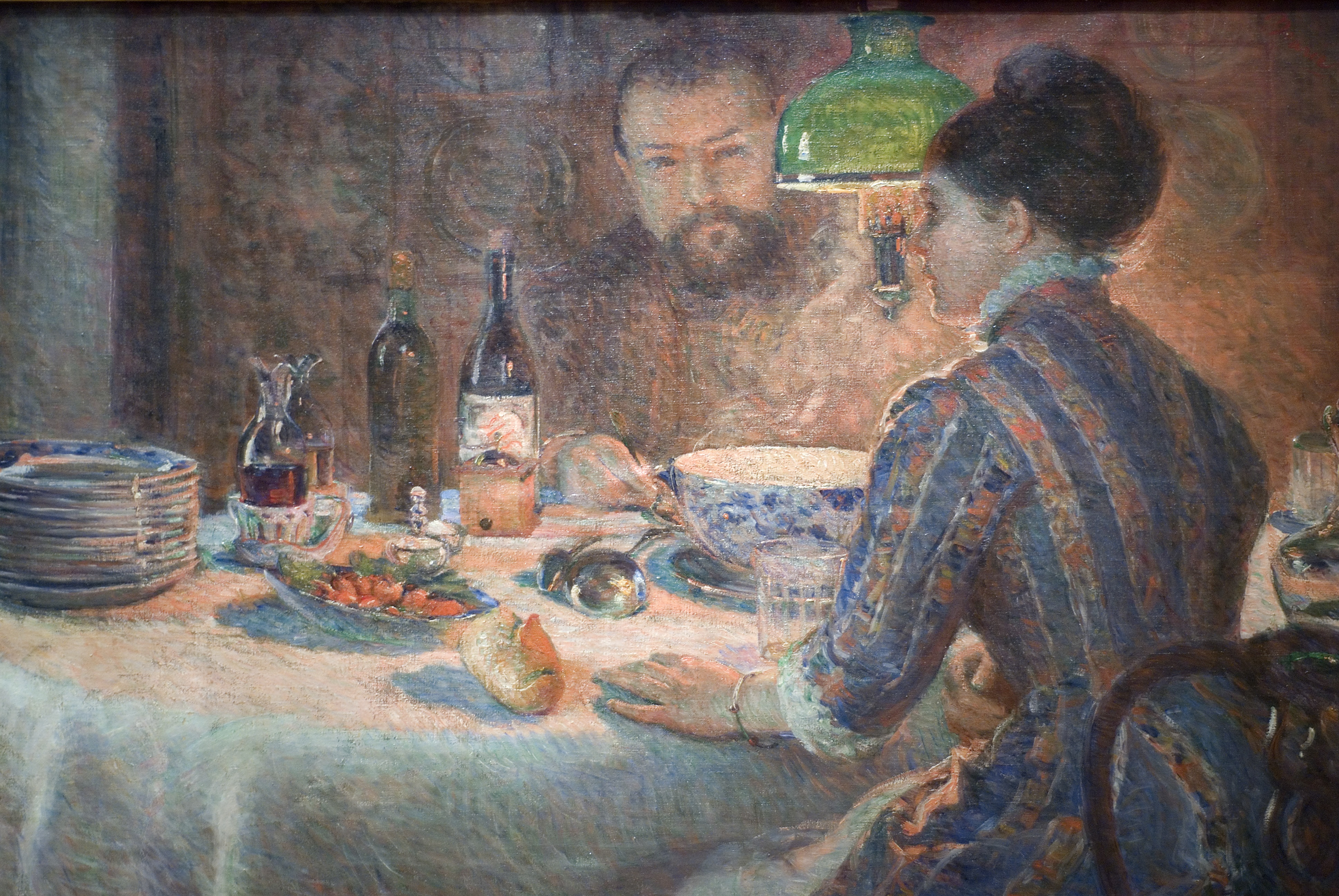
«За столом біля лампи », 1887

- «Сестра Луїза та П'єр в садку»
- «Севр. На терасі », 1880, Женева.
- «За столом біля лампи », 1887